# Mirza
Mirza là một chi động vật có vú trong họ Cheirogaleidae, bộ Linh trưởng. Chi này được Gray miêu tả năm 1870. Loài điển hình của chi này là Cheirogaleus coquereli A. Grandidier, 1867.

## Các loài
Chi này gồm các loài:
- Mirza zaza
- Mirza coquereli